# Bernd Hüttemann

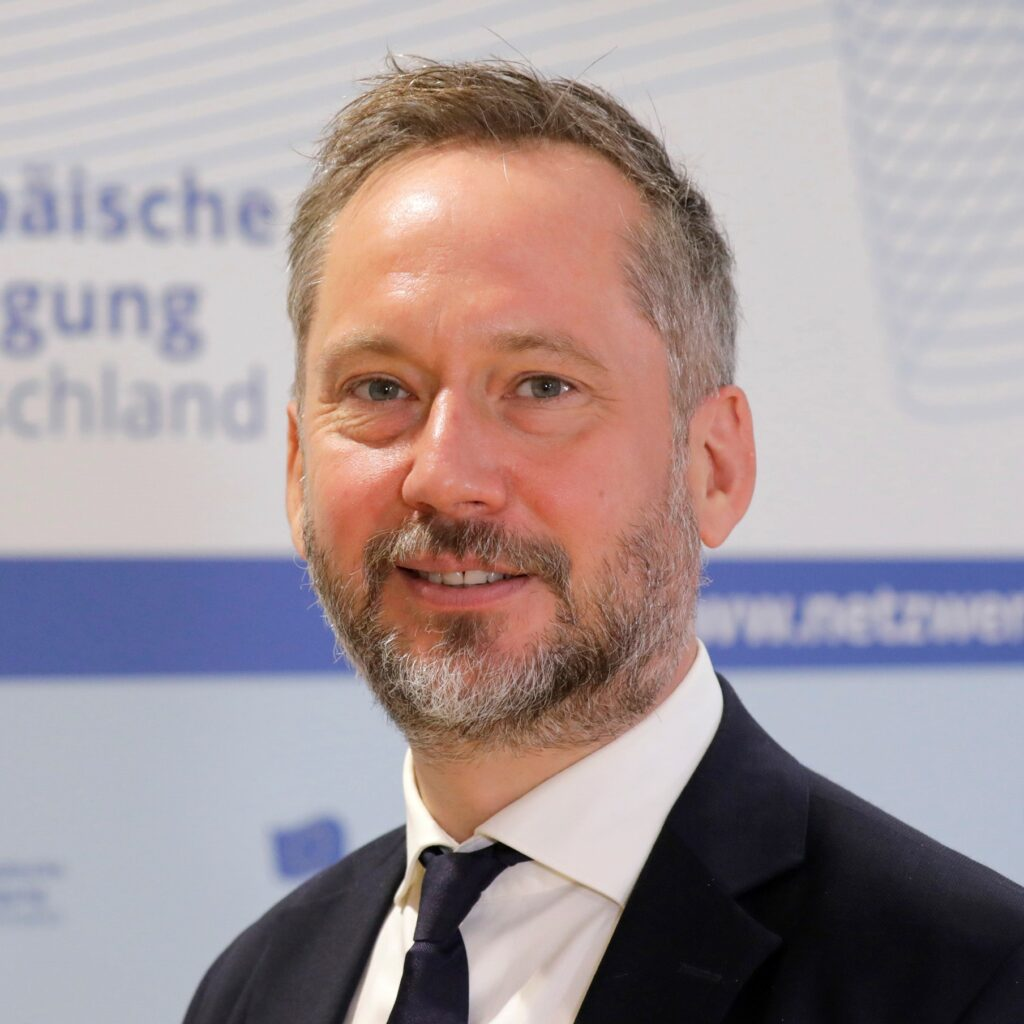
Bernd Hüttemann, 2021

Bernd Hüttemann (8 de diciembre de 1970 en Paderborn) es el Secretario general del Movimiento Europeo Alemania.
Bernd Hüttemann creció en Paderborn y estudió ciencias políticas, historia y derecho europeo en la universidad de Bonn. Después de sus estudios, trabajó para la Fundación Robert Bosch. Posteriormente, trabajó como consultor de relaciones públicas y asistente de investigación para el Instituto de Política Europea (IEP) en Berlín. Durante el período 2000-2003 Hüttemann colaboró en programas de facilitación de acceso a la Unión Europea de Eslovaquia y Croacia para el Ministerio de Asuntos Exteriores de Alemania en calidad de consultor del Gobierno eslovaco en Bratislava.
Bernd Hüttemann empezó su carrera política afiliándose a los Jóvenes Europeos Federalistas (JEF). Comenzó siendo dirigente de la oficina de Bonn y Bruselas. Más adelante, Hüttemann pasó a ser Secretario General voluntario de la Unión de Federalistas Europeos en Alemania.
Desde 2003, Bernd Hüttemann es Secretario General del Movimiento Europeo Alemania, una red suprapartidista que engloba organismos y grupos de interés que trabajan en el sector de la política europea y que está financiado por el Ministerio de Asuntos Exteriores de Alemania. Bernd Hüttemann centra su trabajo en la representación de intereses a nivel europeo, la comunicación política y la coordinación de la política europea en Alemania.
Desde finales de 2011, Bernd Hüttemann es profesor asociado en la Universidad de Passau (Departamento Estudios europeos).